# Lista tabletów marki Allview
Lista tabletów marki Allview – lista tabletów wyprodukowanych przez rumuńskie przedsiębiorstwo Allview. Modele wyprodukowane pod marką Allview.
| Model                    | Wymiary (mm)        | Masa(g) | Obsługa sieci | Wyświetlacz (cali) | Pamięć(GB)    | Aparat cyfrowy(Mpx) | Ogniwo(mAh) | Dodatkowe informacje (rok produkcji) | Źródło |
| ------------------------ | ------------------- | ------- | ------------- | ------------------ | ------------- | ------------------- | ----------- | ------------------------------------ | ------ |
| Allview Viva H10 LTE     | 244 × 174 x 10,5    | 510     | 2G, 3G, LTE   | 10.1               | 8 ROM 1 RAM   | 5                   | 6500        | 2014                                 | [ 2 ]  |
| Allview Viva H8 LTE      | 210 × 122 x 9       | 324     | 2G, 3G, LTE   | 8                  | 8 ROM 1 RAM   | 2                   | 4000        | 2014                                 | [ 3 ]  |
| Allview Wi7 Win Wi-Fi    | 194 × 107 x 9,7     | 283     | Wi-Fi         | 7                  | 16 ROM 1 RAM  | 2                   | 2400        | 2014                                 | [ 4 ]  |
| Allview WI8G             | 206,5 × 122,8 x 9,7 | 351     | Wi-Fi         | 8                  | 16 ROM 1 RAM  | 2                   | 3800        | 2014                                 | [ 5 ]  |
| Allview Viva H7 LTE      | 188 × 108 x 9       | 265     | 2G, 3G, LTE   | 7                  | 8 ROM 1 RAM   | 2                   | 2500        | 2014                                 | [ 6 ]  |
| Allview Q10 PRO          | 242,5 × 177,5 x 8,9 | 576     | Wi-Fi         | 9.7                | 16 ROM 2 RAM  | 2                   | 8200        | 2015                                 | [ 7 ]  |
| Allview Q8 PRO           | 206,5 × 122,5 x 9   | 336     | Wi-Fi         | 8                  | 8 ROM 1 RAM   | 2                   | 3800        | 2015                                 | [ 8 ]  |
| Allview AX5 Nano Q       | 192 × 107,8 x 9,9   | 264     | 2G, 3G        | 7                  | 4 ROM 0,5 RAM | 2                   | 2500        | 2015                                 | [ 9 ]  |
| Allview Ax4 Nano Plus 3G | 189 × 108 x 10      | 300     | 2G, 3G        | 7                  | 8 ROM 0,5 RAM | –                   | 2700        | 2015                                 | [ 10 ] |
| Allview VIVA C701        | 189 × 108 x 10,7    | 296     | 2G, 3G        | 7                  | 8 ROM 1 RAM   | –                   | 2700        | 2015                                 | [ 11 ] |
| Allview Viva i7G         | 189 × 108 x 10      | 293     | 2G, 3G        | 7                  | 8 ROM 1 RAM   | –                   | 2700        | 2015                                 | [ 12 ] |
| Allview VIVA i701G       | 192,1 × 107,9 x 9,9 | 276     | 2G, 3G        | 7                  | 8 ROM 1 RAM   | 2                   | 2500        | 2016                                 | [ 13 ] |
| Allview Viva H801 LTE    | 219,4 × 126,8 x 9,4 | 365     | 2G, 3G, LTE   | 8                  | 8 ROM 1 RAM   | 5                   | 4300        | 2016                                 | [ 14 ] |
| Allview Viva H1001 LTE   | 257,5 × 155 x 10    | 510     | 2G, 3G, LTE   | 10.1               | 8 ROM 1 RAM   | 5                   | 6000        | 2016                                 | [ 15 ] |
| Allview AX501Q           | 192 × 108,5 x 9,9   | 254     | 2G, 3G        | 7                  | 8 ROM 1 RAM   | 2                   | 2500        | 2016                                 | [ 16 ] |